# Nikolai Konstantinowitsch Boschnjak

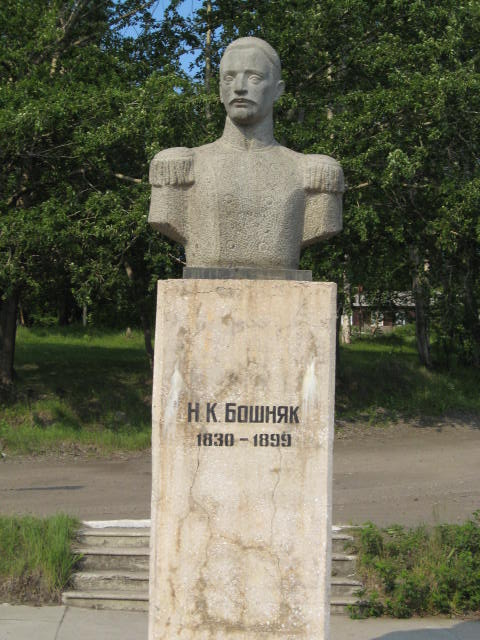
N. K. Boschnjak (J. G. Orechow, 1973), Sowetskaja Gawan

Nikolai Konstantinowitsch Boschnjak (russisch Николай Константинович Бошняк; * 3. Septemberjul. / 15. September 1830greg. im Gouvernement Kostroma; † 27. Dezember 1899 in Monza) war ein russischer Offizier der Kaiserlich Russischen Marine und Entdecker.

## Leben
Boschnjak stammte aus einer Adelsfamilie und kam 1842 ins St. Petersburger Marine-Kadettenkorps. 1847 absolvierte er das Gardemarin-Praktikum auf der Ostsee. Er wurde 1849 Mitschman und 1851 Marine-Leutnant.
1851 wurde Boschnjak zu der von Gennadi Newelskoi geleiteten Amur-Expedition versetzt. Sogleich wurde er zum Chef des Militärpostens Nikolajewsk ernannt. Im Februar 1852 beauftragte ihn Newlskoi mit der Erforschung Sachalins. Boschnjak durchstreifte die Westküste Sachalins von der engsten Stelle des Tatarensunds bis zum Due-Fluss, wo er eine Steinkohle-Lagerstätte entdeckte. An der Ostküste entdeckte er den Fluss Tym, dem er dann folgte. Von April bis Juni 1852 erforschte er den unteren Amur und bis Ende 1852 das Amgun-Becken bis zum Oberlauf des Amguns. Er entdeckte das Burejagebirge und auf dem Rückweg den Tschuktschagir-See und den Eworon-See. Als er ab März 1853 die Westküste des Tatarensunds mit einem Boot abfuhr, entdeckte er  eine Bucht, die von den Orotschen Chadschi-Bucht genannt wurde und die Boschnjak nun als günstigen Naturhafen Gawan (Hafen) nannte. Der Name der am Südufer der Bucht entstehenden Stadt war zunächst Gawan imperatora Nikolaja (nach Nikolai I.), dann Imperatorskaja Gawan und nach der Oktoberrevolution Sowetskaja Gawan. Im Juni kehrte Boschnjak mit dem Boot nach Nikolajewsk zurück.
Newelskoi schätzte Boschnjaks Ergebnisse sehr hoch ein, da mit ihnen die Fehler in Krusensterns Karte korrigiert werden konnten und die Existenz eines Naturhafens nachgewiesen war. Wichtig war auch, dass die dort lebenden Orotschen nicht dem Kaiserreich China zugehören wollten.
Den Winter 1853 verbrachte Boschnjak unter schwierigsten Bedingungen in der Chadschi-Bucht. Im Frühjahr unternahm er eine Expedition nach De-Kastri (benannt nach  Charles Eugène Gabriel de La Croix de Castries, der die Expedition des Weltumseglers Jean-François de La Pérouse veranlasst hatte) an der Tschichatschowa-Bucht bei Bogorodskoje.
1855 wurde Boschnjak Adjutant des Generalgouverneurs Ostsibiriens Nikolai Murawjow-Amurski. 1856 wurde Boschnjak zur Baltischen Flotte versetzt. Von 1858 bis 1860 diente er auf der Fregatte Ilja Muromez in der Ostsee und im Mittelmeer.
1865 wurde Boschnjak aus Gesundheitsgründen als Kapitän 2. Ranges in den Ruhestand versetzt. Auf Empfehlung des Generalgouverneurs von Ostsibirien Nikolai Murawjow-Amurski bekam Boschnjak für seine besonderen Arbeiten und seine Aufopferung eine lebenslange Pension von 350 Rubel jährlich. Zur Heilbehandlung reiste er nach Monza. Er begab sich in ein psychiatrisches Krankenhaus, das er nicht mehr verließ.
Boschnjaks Namen tragen das Dorf Boschnjakowo auf Sachalin 80 km nördlich von Uglegorsk, die Boschnjak-Bucht und das Kap Boschnjak am Tatarensund bei Alexandrowsk-Sachalinski und eine Straße in  Sowetskaja Gawan und in Nikolajewsk am Amur. Seit dem 23. Oktober 2008 trägt das kleine Hydrographie-Schiff GS-404 des Projekts 872 der Pazifikflotte den Namen Nikolai Boschnjak.

## Ehrungen
- Orden des Heiligen Wladimir IV. Klasse (1853)[1]
- Russischer Orden der Heiligen Anna III. Klasse (1854)[1]